# Развор
Развор је насељено место у саставу општине Кумровец у Крапинско-загорској жупанији, Хрватска. До територијалне реорганизације у Хрватској налазио се у саставу старе општине Клањец.

## Становништво
На попису становништва 2011. године, Развор је имао 191 становника.

## Попис1991.
На попису становништва 1991. године, насељено место Развор је имало 226 становника, следећег националног састава:
| Попис 1991.‍ | Попис 1991.‍ | Попис 1991.‍ | Попис 1991.‍ | Попис 1991.‍ |
| ----------- | ----------- | ----------- | ----------- | ----------- |
|             |             |             |             |             |
| Хрвати      | Хрвати      |             | 204         | 90,26%      |
| Словенци    | Словенци    |             | 9           | 3,98%       |
| Срби        | Срби        |             | 4           | 1,76%       |
| Југословени | Југословени |             | 2           | 0,88%       |
| Македонци   | Македонци   |             | 1           | 0,44%       |
| Муслимани   | Муслимани   |             | 1           | 0,44%       |
| Црногорци   | Црногорци   |             | 1           | 0,44%       |
| непознато   | непознато   |             | 4           | 1,76%       |
| укупно: 226 |             |             |             |             |